# Kustbatterij
Kustbatterij – miejscowość (plaats) i strefa (zone) w regionie Sint Nicolaas-Noord w południowej części kraju autonomicznego Aruba, należącego do Holandii, w Ameryce Południowej. 1 stycznia 2020 r. liczyła 1188 mieszkańców. Ośrodek przemysłowy.

## Podział administracyjny
W skład strefy wchodzi jedna miejscowość:
- Kustbatterij

## Demografia
Strefa liczy 1188 mieszkańców (1 stycznia 2020).
| Kobiety | Mężczyźni |
| ------- | --------- |
| 555     | 633       |